# Frank Wilcoxon
Frank Wilcoxon (County Cork (Ierland), 2 september 1892 - Tallahassee (Florida), 18 november 1965) was een Amerikaanse chemicus, die zich met name bezighield met de ontwikkeling van methoden voor  statistische analyse van wetenschappelijke gegevens. Hij is bekend door twee nieuwe statistische toetsen die naar hem genoemd zijn.

## Leven
Frank Wilcoxon werd geboren in Ierland in 1892 als zoon van Amerikaanse ouders, en groeide op in het stadje Catskill in Greene County in de Amerikaanse staat New York. Hij behaalde zijn bachelor in 1917 aan het Pennsylvania Military College en studeerde vier jaar later af met een master in chemie aan de Rutgers University. In 1924 promoveerde hij aan de Cornell Universiteit in de fysische chemie.
Van 1925 tot 1941 was Wilcoxon onderzoeker aan het Boyce Thompson Institute for Plant Research. Daarna was hij kort werkzaam bij de Atlas Powder Company, voordat hij vanaf 1943 bij de American Cyanamid Company ging werken en zich bezighield met de statistische analyse van wetenschappelijke gegevens. De belangrijkste van zijn ongeveer 70 publicaties verschenen in 1945 onder de titel „Individual Comparisons by Ranking Methods“ in het tijdschrift Biometrics Bulletin. Er werden twee nieuwe statistische toetsen beschreven: de wilcoxontoets en de rangtekentoets.
In 1957 ging hij op 65-jarige leeftijd met pensioen en werkte hij parttime als consultant voor het Boyce Thompson Institute en als docent bij de afdeling statistiek aan de Florida State University. Hij stierf acht jaar later in Tallahassee, na een hartinfarct.

## Weblinks
- (en) lccn-no94006579 Werken van of over Frank Wilcoxon in bibliotheken (volgens de WorldCat-catalogus)